# Teuvo, maanteiden kuningas
Teuvo, maanteiden kuningas, (svenska: Teuvo, landsvägarnas kung) är en låt och singel av det finländska rockbandet Leevi and the Leavings, utgiven 1988. Den komponerades och skrevs av Gösta Sundqvist. Låten utgavs som singel i samband med släppet av albumet Häntä koipien välissä.
Låten berättar historien om Teuvo, en man med drömmar om rallymästerskap. Berättelsens gång är oförenlig med sångens titel, eftersom Teuvos kör- och omdömesförmåga inte gör sig förtjänta av den kungliga titeln: i hembyn kraschlandar Teuvo sin bil på taket och kolliderar senare med en långtradare på motorvägen.
Kritiker har berömt sångens berättelse och detaljrikedom. Sundqvist uttalade sig själv om att buskörningar inte har något i hans idealstat att skaffa och "figurer som Teuvo inte skulle ha skäl att fira”

## Låtens uppbyggnad

### Text
Låten skildrar antihjälten Teuvo och hans drömmar om rallyframgång. Omedelbart i början av låten framlyfts berättelsens och titelns oförenlighet: Teuvos Ford Anglia landar föga kungligt på taket på hembyns sandväg till följd av körfel. Teuvos blodiga kropp flyger genom vindrutan och hamnar i diket. Textens komiska element uppstår genom överdriven betoning på detaljer.
Teuvos körhobby drabbas av polisens beslagtagande av hans körkort och Anglians nummerskylt. Trots detta hoppas Teuvo på en karriär som rallyförare. Han "lånar" sin grannes Ford Sierra, men kolliderar med en långtradare på motorvägen, förmodligen med dödlig utgång.
I sin pro gradu (finländsk magisteruppsats) har Mikko Vuoristo studerat humorn i sånger av Leevi och Leavings. Enligt hans tolkning konkretiserar låten "för grotesk realism typiskt förödmjukande, genom vilket beskrivning av Teuvos körförmåga driver med såväl verkliga mästarförare som Teuvo själv”.
Enligt Tero Valkonen är låten ett bra exempel på Gösta Sundqvists texter, på basen av vilka "det inte riktigt går att dra slutsatser om låtskrivarens förhållande till personerna som skildras". Enligt Valkonen är det omöjligt att säga om låten är "avsedd att håna sångens huvudperson eller om Teuvos beskrivning är sympatisk".
 

1989 kommenterade Gösta Sundqvist berättarrösten Teuvo:
Jag kunde avstå från tobak, helt för naturens skull, om det samtidigt garanterades att bilism begränsas. Jag varken har eller kommer att ha körkort, och det är mitt personliga ställningstagande om att bilar inte borde få köras utan tre passagerare. Jag menar fullt allvar om att min idealstat skulle sätta stopp för buskörning, och figurer som Teuvo skulle inte ha orsak att fira.

## Produktion
Gösta Sundqvist avsåg att spela in Teuvo från början i studion, eftersom låtens tempo fluktuerade. Tekniker-producenten Kessu Kalén försäkrade Sundqvist att låten fungerade som den var. Bandets vid tidpunkten nya trummis Niklas Nylund kom direkt till studion för att spela låten. Enligt Nylund var Sundqvists enda instruktioner för trummorna löst verbala: "i grunden 'zum zum za'". Bandets gitarrist Juha Karastie kom på sångens mandolinriff. 

## Utgivning
"Pimeä tie, mukavaa matkaa" släpptes som b-sida för singeln. En andra singelversion av låten släpptes också, med b-sidan "Rin Tin Tin"  Låten gjordes till en musikvideo 1990. 

## Coverversioner
Det finländska metallbandet Viikate bidrar med en cover på hyllningsalbumet "Melkein vieraissa". På samma album finns B-sidan av singeln, "Pimeä tie, mukavaa matkaa", framförd av Paula Vesala och Olavi Uusivirta. Cheek hänvisar till låten i sin sång "Maanteiden kingi", som enligt tidskriften Soundis Tuukka Hämäläinen är ett dåligt exempel på hip-hop-kretsars coveralster.
Den finlandssvenska duon Vasas Flora & Fauna hänvisar till  “Pimeä tie, mukavaa matkaa” i deras sång “Leevi and the Leavings”.

## Mottagande
I webbtidskriften Nuorgams diskografiartikel kallades låtens komposition en koncis kristallisering av Göstas uppfinningsrikedom och arrangemang i flera lager som ännu uppvisar nya sidor". Skribenten såg utstycket till ett läroboksexempel på hur ”en bra historia säljs med detaljer”.  Låten rankades också på tredje plats i samma utgåvas Top 40-listning av Leevi och Leavings diskografi. Låten kallades även ”finsk roadmovie”.
I tidskriften Soundi nämnde journalisten Jarkko Fräntilä som en av bandets ”eviga karaoke- och allsångsklassiker”, vilka är som ”mininoveller förklädda till sång”.
I den finländska kanalen Radio Rocks rankning av "de 1000 tuffaste rocklåtarna" nämndes låten på 340:e plats. Enligt skribenten har sångens melodi intryck av The Hooters låtar "Satellite" och "Johnny B", släppta ett år tidigare. Artikeln beskrev sångtexten som en dänga i riktning mot i finländska byasamhällen förekommande ivriga imitatorer av landets framgångsrika rallyförare med status nästan som folkhjältar.

### Omröstningar
"Teuvo, maanteiden kuningas" (1988) är den kanske den mest kända låten av Leevi and the Leavings, och har varit den mest framgångsrika av bandets låtar i en mängd olika omröstningar.
Det valdes som bandets enda låt på Radiomafias topp 500-lista. I tidskriften Rumas kritikeromröstning "De bästa låtar finskarocklåtarna" (1998) kom den på 22:a plats, en av åtta Leevi and the Leavings-låtar. Dagstidningen Helsingin Sanomat ordnade 2007 en omröstning om de mest älskade finska rocklåtarna.  Leevi och Leavings fick plats för tre låtar, en av dem "Teuvo, maantaiden kuningas",  men bandet kom inte med i topp tio i den slutliga omröstningen.  År 2010 utsåg kanalen Radio Rocks lyssnare låten till den sjätte bästa rocklåten 1988.

## I kulturen
Sommarteatern i Korvenkylä i Kouvola satte 2009 upp musikalen Teuvo ja Paperitaivas - Leevi and the Leavings musikaali. Pjäsens huvudperson Teuvo vill finansiera sin dyra rallyhobby med något annat än arbetet vid ett pappersbruk. Han lyckas fånga fabrikens nya och förmögna chefs uppmärksamhet, men en omstrukturering hotar att stänga fabriken. Pjäsen är baserad på Gösta Sundqvists musik och är skriven av Marianne Tikkanen.